# Ліфенко Дмитро Йосипович
Ліфенко Дмитро Йосипович (25 жовтня 1908, Мала Ворожба) — український кінооператор.

## Біографія
Закінчив Київський музично-драматичний інститут ім. М. Лисенка в 1930 році.
Учасник Другої Світової війни.
Був актором, асистентом режисера й режисером у різних театрах Києва, начальником відділу кадрів Комітету в справах мистецтв при Раді міністрів України. З 1950 року став оператором Українського телебачення.
Працював у виставах: «Під Золотим орлом» (1953), «Земля»)1953), «Мартин Боруля» (1954), «Сто тисяч» (1955), «Овід» (1956), «Весілля Кричинського» (1958) та ін.